# Executive One
Executive One ist das Funkrufzeichen eines zivilen Luftfahrzeugs, in dem sich der Präsident der Vereinigten Staaten befindet.
Einen Ausnahmefall stellten die Flüge des ehemaligen Präsidenten George W. Bush am Tag der Amtsübernahme durch Präsident Barack Obama dar. Am 20. Januar 2009 erhielten sowohl der Marines-Hubschrauber, der normalerweise das Rufzeichen Marine One führt, als auch die Boeing 747, die normalerweise das Rufzeichen Air Force One führt, das Rufzeichen Executive One, als sie George W. Bush von Washington nach Texas transportierten.
Befindet sich nicht der Präsident selbst an Bord, aber ein Familienmitglied, lautet der Rufname Executive One Foxtrot (Foxtrot, das „F“ im ICAO-Buchstabieralphabet, steht für family).
Befindet sich der Vizepräsident an Bord eines zivilen Luftfahrzeugs, lautet dessen Rufname Executive Two, bei Familienmitgliedern entsprechend Executive Two Foxtrot. Executive Two wurde regelmäßig benutzt, als Nelson Rockefeller Vizepräsident war. Er besaß privat eine Gulfstream II, die er der Air-Force-Douglas DC-9, die für ihn vorgesehen war, vorzog. Als Vizepräsident Al Gore am 2. Februar 2000 kurzfristig für eine Abstimmung im US-Senat benötigt wurde, flog er in einem kommerziellen Flugzeug von New York nach Washington.